# Metropolitan Pictures
Metropolitan Pictures foi uma companhia cinematográfica estadunidense, formada por Harry S. Webb e Bernard B. Ray em 1931. Foi responsável pela produção de 19 e distribuição de 9 filmes entre 1931 e 1940.

## Histórico

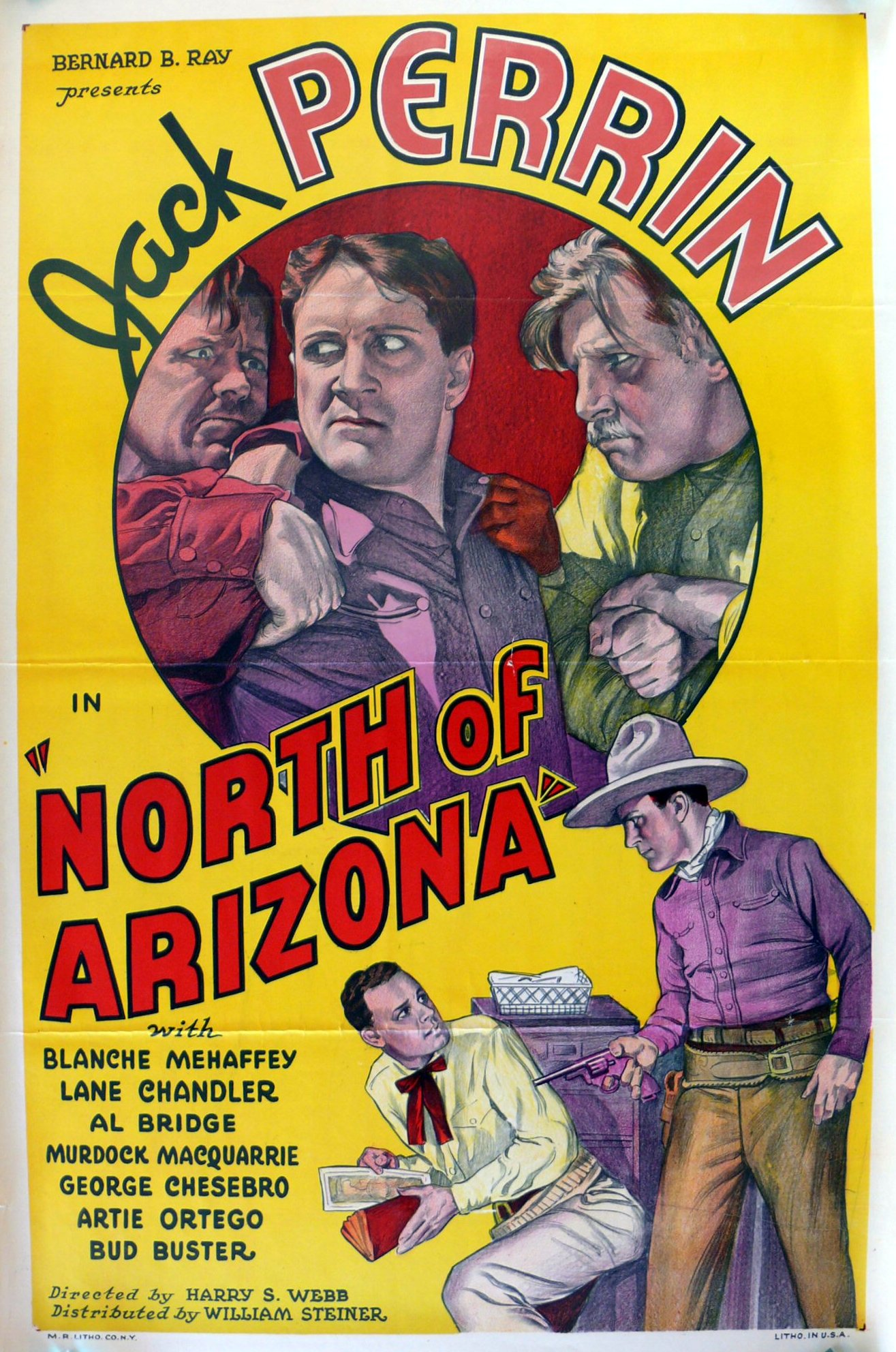
Cartaz de North of Arizona, produção associada da Reliable Pictures Corporation e da Metropolitan Pictures produzido em 1935, dirigido por Harry S. Webb.

O cineasta Harry S. Webb e o ex-supervisor de laboratório da Biograph, cinegrafista, montador, assistente de diretor e técnico de efeitos especiais Bernard B. Ray , em associação com John R. Freuler, criaram a companhia cinematográfica Bernard B. Ray Productions. Após ela falir, Webb e Ray criaram, em 1933, a Reliable Pictures Corporation, que possuía seus estúdios em Beachwood e na Sunset Boulevard, em Hollywood. A Reliable produziu e lançou muitos Westerns, começando com Girl Trouble, em 1933, até o fechamento da companhia, em 1937. A produção final foi The Silver Trail.
Webb e Ray criaram também a Metropolitan Pictures Corporation, em 1931, cuja produção se estendeu até 1940. Sua primeira produção foi o seriado The Sign of the Wolf, em 1931, e a última Pinto Canyon. Webb passou a produzir, então, westerns para a Monogram Pictures.
A principal estrela da Metropolitan foi Bob Steele que atuou em vários Westerns para a companhia.

## Filmografia parcial
- Pinto Canyon (1940)
- El Diablo Rides (1939)
- Port of Hate (1939)
- Feud of the Range (1939)
- Fangs of the Wild (1939)
- El capitan Tormenta (1936)
- De la sartén al fuego (1935)
- North of Arizona (1935)
- The Lone Trail (1932) (reedição do seriado The Sign of the Wolf)[4]
- The Sign of the Wolf (1931)